# I. Vlagyimir kijevi nagyfejedelem
I. Vlagyimir, teljes nevén Vlagyimir Szvjatoszlavics (ószláv nyelven: Володимеръ Святославичь; 956 vagy 958 körül – Beresztovo, 1015. július 15.), közkeletű nevén Szent Vlagyimir vagy Nagy Vlagyimir, 978 vagy 980 és 1015 között kijevi nagyfejedelem, ő térítette meg a kereszténységre a Kijevi Ruszt. Hadjárataival és aktív külpolitikájával jelentősen megerősítette az óorosz államot. A bizánci rítusú kereszténység felvételével meghatározta a kereszténység kelet-európai fejlődésének útját.

## Ifjúsága

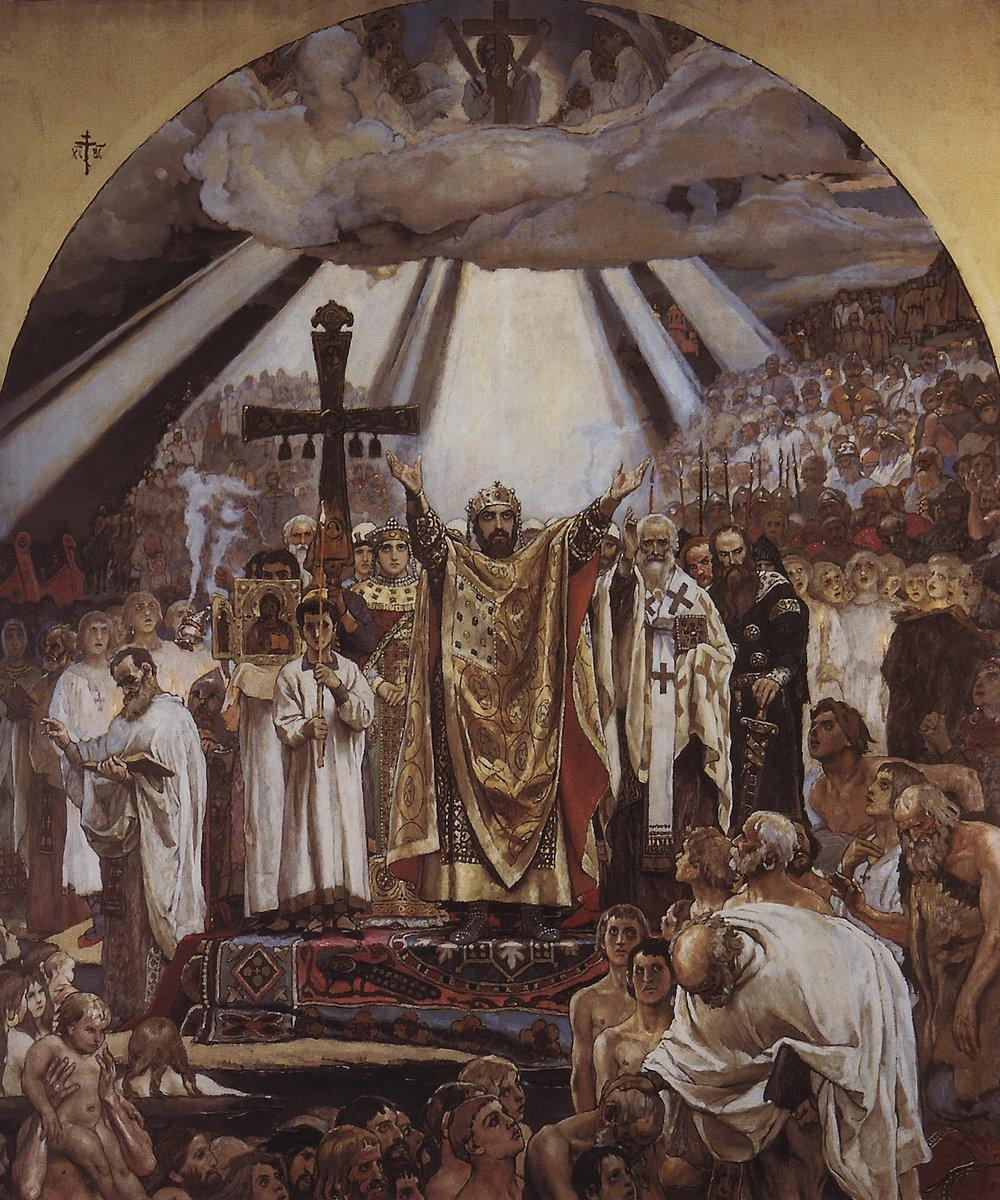
Rusz megkeresztelése (V. M. Vasznyecov, 19. sz.)

Vlagyimir apja I. Szvjatoszláv kijevi fejedelem, anyja pedig annak ágyasa, Olga fejedelemasszony rabnője, a ljubecsi Malusa volt. Születésének ideje nem ismert, de az alapján, hogy apja 942-ben, legidősebb fia pedig 977 körül született, Vlagyimir 960 körül láthatta meg a napvilágot. Gyermekkorát Kijevben, Olga fejedelemasszony felügyelete alatt töltötte, míg apja gyakori hadjáratain volt távol.
Szvjatoszláv 970-ben, bizánci hadjárata előtt felosztotta országát három fia között. A krónika szerint Vlagyimir a legfiatalabb volt közülük, ő Novgorod kormányzását kapta, a legidősebb Jaropolk Kijev, Oleg pedig a drevljánok fejedelme lett. A fiatalkorú herceget anyai nagybátyja, Dobrinya segítette. Szvjatoszlávot 972-ben, a hadjáratról visszatérőben megölték a besenyők, így a Kijevi Rusz három részre szakadt. 977-ben Jaropolk rátámadt Olegre, aki a hadműveletek során életét vesztette (egy árokba eső lova alá szorult); ezt meghallva Vlagyimir Norvégiába, Haakon Sigurdsson jarlhoz menekült, Jaropolk így az egész Rusz uralkodója lett.
Vlagyimir 980-ban norvég zsoldosok élén visszatért, Novgorodból elkergette bátyja helytartóját, majd dél felé indulva megállt Polocknál. Itt feleségül kérte Rogvolod herceg lányát, Rognyeda hercegnő azonban nem volt hajlandó rabszolganő fiához feleségül menni. Vlagyimir megostromolta a várost, megölte a fejedelmet, Rognyedát pedig erőszakkal a feleségévé tette. Ezután Kijevhez vonult; Jaropolk a túlerőben levő norvégok elől egy kisebb erődben sáncolta el magát. Hosszas ostromzár után öccse táborába indult tárgyalni, ahol két zsoldos varég a kardjával leszúrta. Az ekkor még pogány Vlagyimir feleségül vette bátyja özvegyét, a görög Juliját.
Az őskrónika szerint Vlagyimir 980-ban lett az egész Kijevi Rusz fejedelme, ám legkorábbi legendája azt állítja, hogy ez 978. június 11-én történt. A krónika is 37 éves uralkodásról ír, ami az utóbbi dátumot teszi valószínűbbé.

## Uralkodása
Rendkívül rátermett, tetterős, sikeres uralkodó volt. Országát a Rurikok dinasztikus házasságaival is erősítette, élénkítette a külfölddel folytatott kereskedelmet, katonai erejével pedig törzsek – 981-ben a poljánokat és vjaticsokat, 984-ben a radimicseket – és területek – Přzemysl, Cserveny, Volhínia – egész sorát vonta fennhatósága alá, eredményesen küzdött a kárpáti horvátok és a besenyők ellen is. Egész sornyi erődített várost létesített, hogy védelmi övet vonjon a Kijevi Rusz köré a sztyeppei népek ellen. Biztosította országa külső és belső stabilitását – lényegében felszámolta a honi fejedelmi családokat. 
Noha a kereszténység már korábban is jelen volt a Kijevi Ruszban, Vlagyimir pogány maradt. Hét felesége volt, szentélyeket építtetett és pogány szertartásokon vett részt, ahol emberáldozatokat is bemutattak.
980 táján a kijevi várhegyen felállíttatta a pogány istenek (Perun, Horsz, Dazsbog, Sztribog, Szimargl és Mokos) szobrait. Törekvése a különböző kultuszok egyesítése lehetett, amelyek között a napkultusz két néven (Horsz, Dazsbog) is szerepelt. A főhelyre Perun került aki népszerű volt a szlávok körében és magába olvasztotta a skandináv mitológia bizonyos elemeit is. 

## Megkeresztelkedése

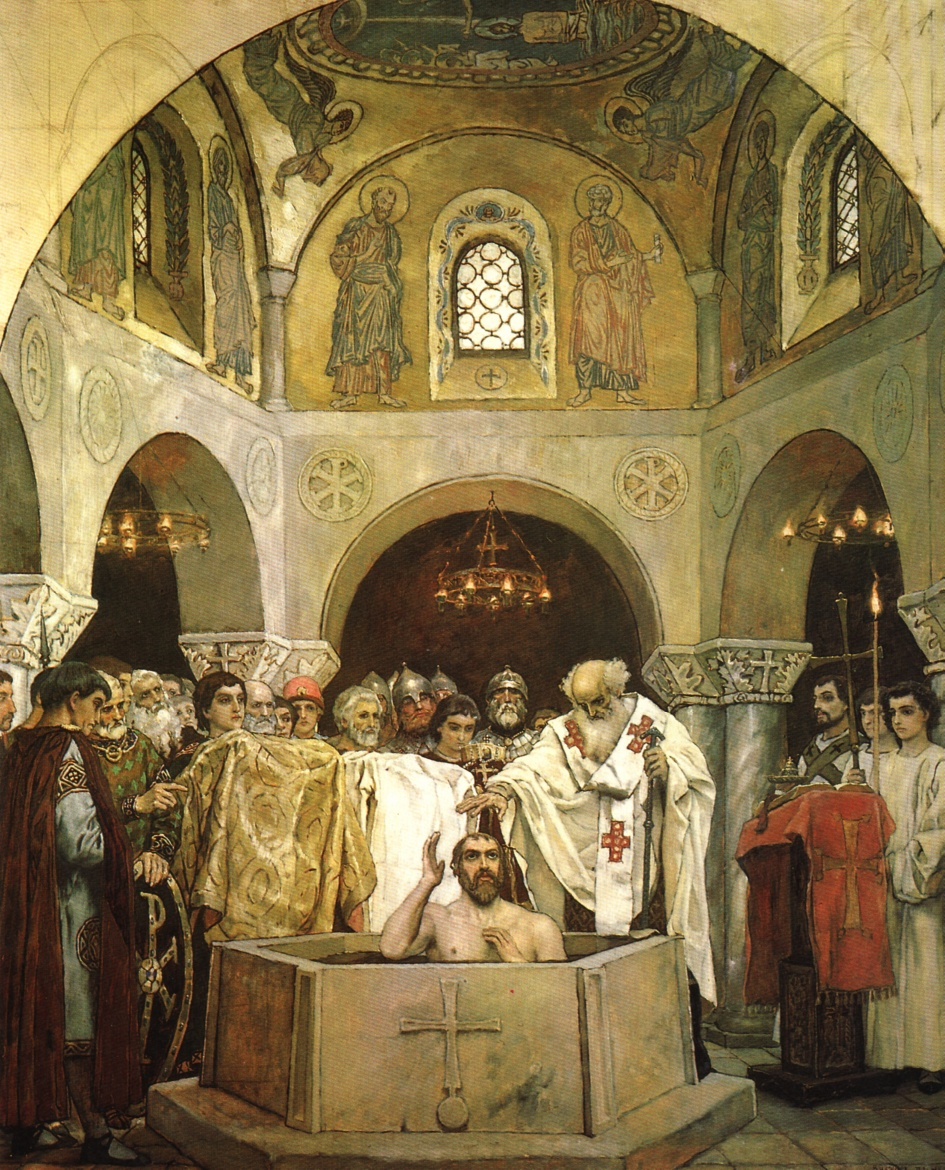
Vlagyimir megkeresztelése (V. M. Vasznyecov, 1890)

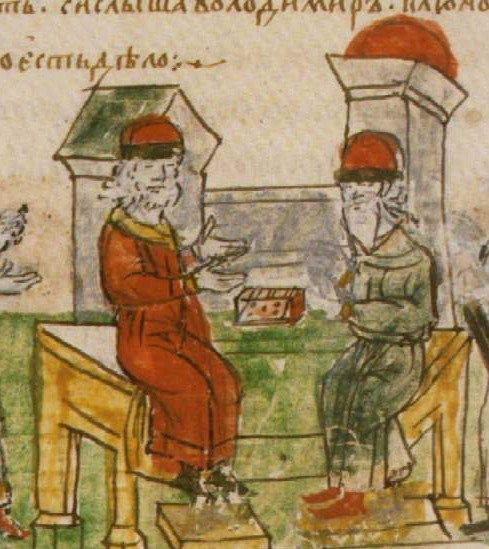
Vlagyimir görög bölccsel beszélget a kereszténységről (Radziwiłł-kódex, 13. sz.)

Vlagyimir 988-ban Kijevben  megkeresztelkedett. Az őskrónika szerint követeket küldött szerte a világba, hogy találják meg neki a legmegfelelőbb vallást. Az iszlámot azért vetette el, mert nem engedi a bor és disznóhús fogyasztását; a zsidókat nyilván elhagyta Isten, mert engedte elvenni tőlük Jeruzsálemet, a németek katolikus vallását pedig már apáik is elvetették (utalás a 962-es sikertelen német misszióra). A Konstantinápolyból visszatérő követek viszont azt mondták, hogy nem tudtuk hogy még a földön vagy a mennyországban vagyunk-e miután részt vettek egy liturgikus ünnepen a Hagia Sophiában, így a fejedelem az ortodox vallást választotta. Al-Marvázi khorezmi követ is beszámolt róla, hogy Vlagyimir fontolgatta az iszlám felvételét.
A Nyesztor-krónika szerint 988-ban elfoglalta a bizánci fennhatóság alatt levő krími Kherszonészoszt és a II. Baszileiosz császártól azt követelte, hogy adja, hozzá feleségül Anna nővérét, különben megostromolja Konstantinápolyt. A császár beleegyezett a frigybe, de feltételül szabta Vlagyimir megkeresztelkedését. A szertartás előtt Vlagyimir egész kíséretével együtt megkeresztelkedett és miután visszatért Kijevbe, elrendelte a pogány bálványok ledöntését.
Az arab források eltérő történetet mesélnek, a szíriai keresztény Antiókiai Jahja és Ibn al-Aszír szerint 987-ben Bardasz Szklerosz és Bardasz Phókasz fellázadt a császár ellen, aki Vlagyimir segítségét kérte. A fejedelem cserébe kérte a bíborbanszületett hercegnő kezét és beleegyezett a kereszténység felvételébe is.
Miután a fejedelem megkeresztelkedett, elrendelte Novgorod és Kijev tömeges megtérítését. Kijevben elrendelte, hogy pünkösdkor a Dnyeper vizében tömegesen keresztelkedjenek meg alattvalói is, de előbb bele kellett szórniuk a pogány bálványokat a folyóba.  Kijev megtérítése viszonylag békésen zajlott, de Novgorodban Vlagyimir nagybátyja, Dobrinya verte le a pogányok lázadását.
A Rusz új keresztény egyháza az óegyházi szláv nyelvű bizánci rítust követte. Konstantinápolyból irányították, Kijevbe görög metropolitát neveztek ki, aki mind a konstantinápolyi pátriárka, mind a bizánci császár követeként is működött. Gyorsan létesültek a püspökségek (Novgorod, Rosztov, Csernyigov, Perejaszlavl), amelyek később honi papok kezébe kerültek. Fontos szerepet játszott a jövőt illetően az is, hogy az egyházi szláv nyelv gyorsan kiszorította a görög liturgiát.  A Kijevi Rusz és Bizánc vallási-politikai kapcsolatai gátat vetettek a római latin egyház terjeszkedésének a szláv Kelet-Európában. (Mindazonáltal Vlagyimir Rómával is cserélt követeket.) Vlagyimir uralkodása alatt több templomot is alapított Kijevben. A Rusz megkeresztelésének jelképe a Gyeszjatyinnaja-templom lett, amelyet bizánci mesterek építettek, és 996-ban szenteltek fel. Vlagyimir oktatási, igazságszolgáltatási és a szegények segélyezését végző intézményeket is alapított.
A kereszténység terjesztésével együtt járt az orosz írásbeliség megteremtése és elterjesztése is. Többi reformjához hasonlóan ezt is erővel vitték végbe, nemes gyerekeket szakítottak el szüleiktől és vittek iskolákba, ahol bizánci és bolgár papok tanították írni-olvasni őket.

## Hadjáratai

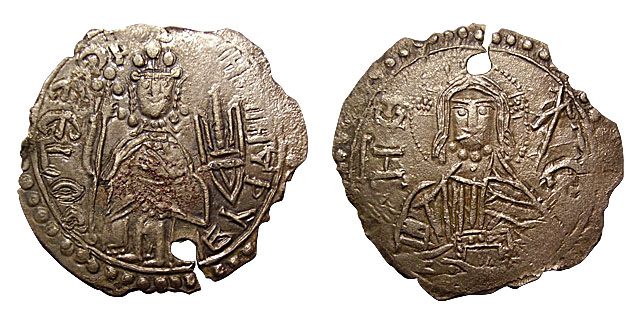
Vlagyimir ezüstpénze az odesszai numizmatikai múzeumban

981-ben (vagy ha a 978-as trónra lépését fogadjuk el, 979-ben) a lengyel I. Mieszkóval háborúzott a két állam határvidékén és elfoglalta tőle Cserveny és Przemyśl városokat.
981–982-ben az adófizetést megtagadó vjaticsokat büntette meg.
983-ban a balti jatving törzset hódoltatta meg, megnyitva az utat a Baltikum irányába.
984-ben a radimicsek ellen viselt hadat, akik Kijev és Novgorod között éltek, így biztosította az országa két nagy központja közötti összeköttetést.
985-ben a "bolgárokkal" harcolt, de nem világos hogy a krónika a dunai vagy volgai bolgárokról írt-e.
988-ban feltehetően a Tamanyi-félszigetet (Tmutarakanyt) foglalta el.
988–989-ben került sor a krími bizánci birtokok elleni hadjáratára és Kherszonészosz elfoglalására. Az őskrónika szerint a város hosszú ostrom után adta meg magát, miután az oroszok elvágták a vízellátásukat.
991-ben a Dnyeszter vidékén élő fehér horvátokkal háborúzott.
992-ben újabb sikeres hadjárat a lengyelek ellen Galíciában.
994–997-ben a volgai bolgárok földjére vezetett hadat, utána délre fordulva elérte az Észak-Kaukázust.
Vlagyimir aktív külpolitikát folytatott, számos szomszédos országba küldött követséget és kötött szerződést: I. István magyar, I. Boleszláv lengyel, II. Boleszláv cseh királyokkal, II. Szilveszter pápával és II. Baszileiosz császárral is. Állandó problémát jelentettek a besenyők ismétlődő betörései; 1001-ben és 1013-ban a lengyelekkel szövetségben támadtak a Kijevi Ruszra. A nomádok elleni védekezésül Vlagyimir országa déli határán erődök sorát emeltette.
1006–1007 fordulóján Kijevbe érkezett a német Querfurti Brúnó, aki a besenyőket kívánta megtéríteni. A fejedelem (aki a pap az oroszok vezérének, senior Ruzorum-nak mond) hiába próbálta lebeszélni veszélyes küldetéséről, mikor látta hogy Brúnó eltökélt, harcosaival országa határáig kísértette el őt.
Bizánci mintára arany- (zlatnyik) és ezüstpénzt (szrebrenyik) is veretett. Aranypénzén maga a fejedelem és a "Vlagyimir a trónon" (Владимѣръ на столѣ) felirat látható; ez Vlagyimir egyetlen korabeli ábrázolása.
Vlagyimir arra használta ki a XI. század első másfél évtizedét, hogy megerősítse az egyházat, és megvédje az ország délkeleti határait a Fekete-tengertől északra fekvő sztyeppéket ellenőrző besenyők betöréseitől. , egyébként békében élt összes többi szomszédaival, miközben a kijevi állam különböző részeit – így a Volga medencéjének gyarmatosított északkeleti területeit, melyeknek Rosztov volt a legrégibb központja – számos fia kormányozta. 
Vlagyimir kedvenc fiát, Boriszt szánta utódjául, ezért két idősebb fia, Szvjatopolk turovi és Jaroszláv novgorodi fejedelem 1014-ben fellázadt ellene. Szvjatopolkot őrizet alá helyezték Kijevben és a nagyfejedelem hadsereggel indult volna Novgorodba, amikor megbetegedett és 1015. július 15-én meghalt. A bojárok meg akarták előzni, hogy a városban tartózkodó Szvjatopolk magához ragadja a hatalmat, ezért a holttestet szőnyeggel letakarva csempészték a Gyeszjatyinnaja-templomba, ahol végül eltemették. Közvetlen utóda mégis Szvjatopolk lett, aki meggyilkoltatta Borisz és Gleb öccseit.

## Családja
Vlagyimir megkeresztelkedése előtt nagy parázna (Merseburgi Thietmar szavaival fornicator maximus) volt, több száz ágyast tartott. Ezen felül több hivatalos pogány felesége is volt, például Rognyeda vagy Julija, bátyjának felesége (korábban apáca). Utóbbi már terhes volt Jaropolk halálakor, de a megszülető Szvjatopolkot Vlagyimir saját fiaként nevelte. Keresztény felesége, Anna halála (1011) után második házasságával Vlagyimir az Ottó-dinasztiához tartozó német-római császárokkal került kapcsolatba. E házasságából származó lánya I. Kázmér lengyel király felesége lett.
Összesen 12 fia és legalább 9 lánya ismert.

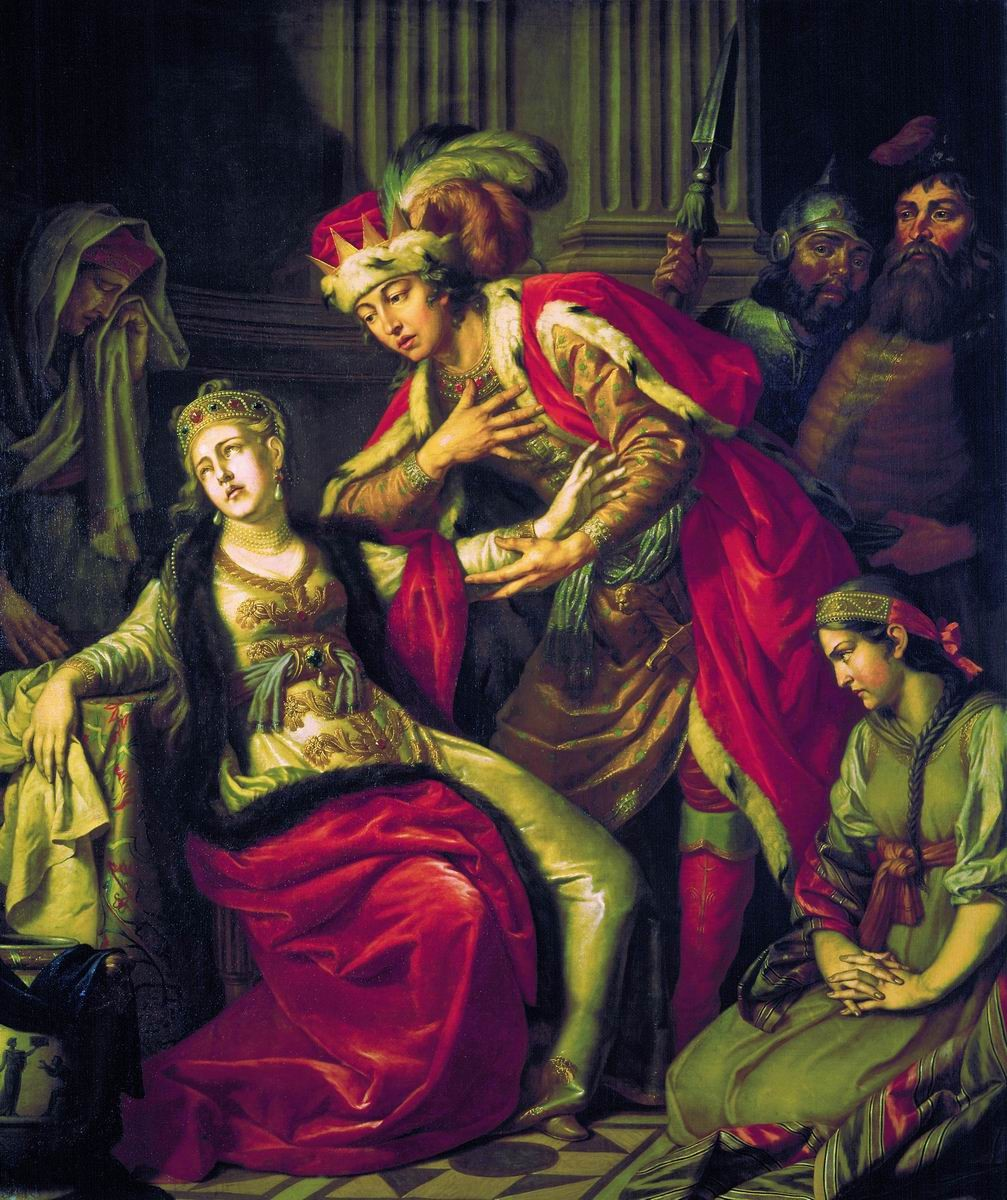
Vlagyimir és Rognyeda (A. Loszenko, 1770)

- a cseh vagy varég Allogiától (vagy Olava):
  - Viseszláv (977 – 1010) novgorodi fejedelem,
- Jaropolk özvegyétől, Julijától:
  - Szvjatopolk (981 – 1019), kijevi nagyfejedelem
- Rognyedától (962 – 1002):
  - Jaroszláv (978 – 1054), kijevi nagyfejedelem
  - Vszevolod (984 – 1013), volhíniai fejedelem
  - Msztyiszláv (megh.: gyermekkorban)
  - Izjaszláv (978 – 1001), polocki fejedelem
  - Predszláva,
  - Premiszláva (? – 1015), állítólag egy Kopasz László nevű Árpád-házi herceg (†1029) felesége
  - Msztyiszláva
- a bolgár Adélától:
  - Msztyiszláv (983 – 1036), tmutarakanyi és csernyigovi fejedelem
  - Sztanyiszláv, szmolenszki fejedelem
  - Szugyiszláv, pszkovi fejedelem
- Malfridától (? – 1000)
  - Szvjatoszláv (982 – 1015), drevlján fejedelem
- Bíborbanszületett Annától:
  - Borisz (986 – 1015) rosztovi fejedelem
  - Gleb (987 – 1015) muromi fejedelem
- egyéb ismeretlen nőtől:
  - Dobronyega (? – 1044), I. Kázmér lengyel fejedelem felesége
  - Pozvizd (988 – ?)

## Fordítás
- Ez a szócikk részben vagy egészben  a(z)   Владимир Святославич című orosz Wikipédia-szócikk ezen változatának fordításán alapul.  Az eredeti cikk szerkesztőit annak laptörténete sorolja fel. Ez a jelzés csupán a megfogalmazás eredetét és a szerzői jogokat jelzi, nem szolgál a cikkben szereplő információk forrásmegjelöléseként.